# 中华人民共和国外交部新闻司
中华人民共和国外交部新闻司，是中华人民共和国外交部直接领导的工作机关。

## 机构沿革
外交部新闻司前身是1949年12月成立的外交部情报司。1952年8月7日，中央人民政府第十七次会议决定：撤销中央人民政府情报总署，其工作并入中央人民政府外交部情报司；撤销中央人民政府新闻总署，其负责的外国记者管理工作交由中央人民政府外交部情报司负责。1954年9月，中央人民政府外交部改为中华人民共和国外交部，中央人民政府外交部情报司改为中华人民共和国外交部情报司。1955年6月，情报司更名为新闻司。

## 职责
外交部新闻司主要按照国务院和外交部给其确定的工作范围，负责办理以下各项工作：
1. 承担发布中国重要外交活动信息、阐述中国对外政策工作；
2. 承担国家重要外事活动有关新闻工作；
3. 指导驻外外交机构新闻工作；
4. 承担在华外国常驻新闻机构和外国记者事务；
5. 组织开展公共外交；
6. 收集分析重要信息等。

## 内设机构
根据有关规定，外交部新闻司设置下列机构：
- 综合处
- 欧美大处
- 亚非拉处
- 新闻中心处
- 新闻发布处
- 信息中心
- 网页管理处

## 历任司长
- 龚澎（女，1949－1964）
- 秦加林（1964－1965?）
- 陈楚（1965?－1972）
- 彭华（1972－1974）
- 秦加林（1974－1976）
- 钱其琛（1976－1982）
- 齐怀远（1983－1984）
- 马毓真（1984－1988）
- 李肇星（1988－1990）
- 吴建民（1990－1994）
- 陈健（1994－1996）
- 沈国放（1996－1998）
- 朱邦造（1998－2001）
- 孔泉（2001－2006）
- 刘建超（2006－2009.1）
- 马朝旭（2009－2011）
- 秦刚（2011－2015.1）[4]
- 刘建超（2015.1－2015.4；部长助理兼）[5]
- 陆慷（2015.4－2019.7）[6]
- 华春莹（女，2019.7－2025.1；2021.12－2024.5以部长助理兼；2024.5－2025.1以副部长兼）[7]
- 毛宁（女，2025.1 - ）[8]

## 外交部發言人
外交部例行記者會是中华人民共和国外交部新闻司舉行向國內外記者發佈消息，阐述中国对外政策，并基于中国在国际局势中的立场进行评述。發言人由新闻司司長及两位副司长兼任。